# 贵阳站
贵阳站位于中华人民共和国贵州省贵阳市南明区，当地人俗称火车站，1959年建成启用，为中国铁路成都局集团直属的一等站，亦为西南地区第三大火车站，仅次于成都站和昆明站。车站总建筑面积33853平方米。车站站台为地上站台，共有6座，其中侧式站台2个，岛式站台4个，站线股道10条。经过铁路有沪昆铁路、川黔铁路、黔桂铁路。

## 历史

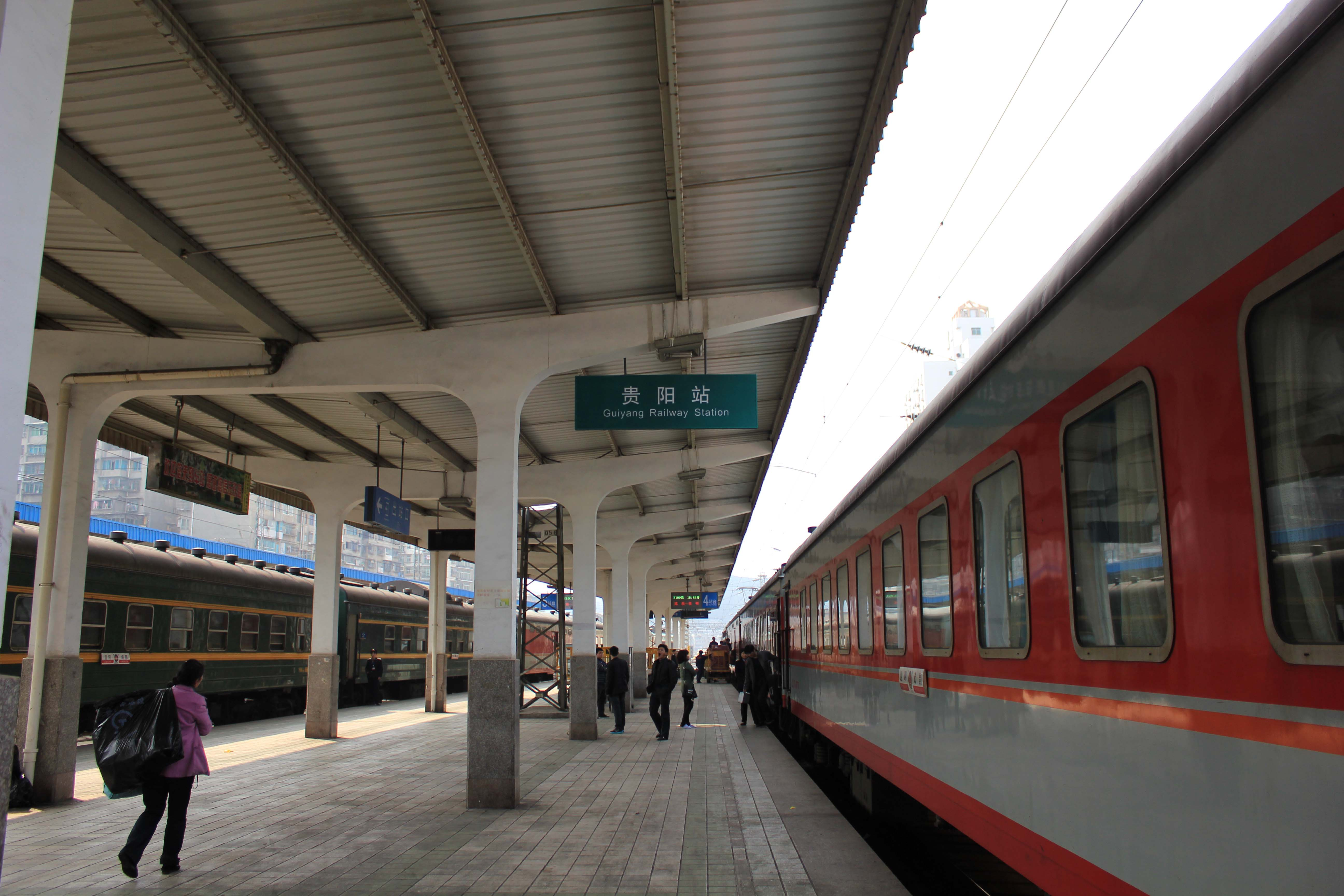
贵阳站站台（2011年）

贵阳站站址前身为“飞机坝”，该地名得名于1938年完工、但次年就因规模过小而被废弃的玉田坝机场。1959年1月7日：伴随黔桂线开通，贵阳站建成启用。站房由倪嘉生设计，为仿苏式建筑的三层楼房。站房正面中间为进站大厅，设有三个拱形的大玻璃窗；二楼两边分别是长途短途候车室，里面还有一个贵宾室，三楼为软席候车室。
川黔线于1965年7月8日接轨，10月1日正式交付运营。建设中的原滇黔线和内昆线的贵阳-树舍-昆明段于1962年合并为贵昆铁路。贵昆铁路全线于1966年3月建成，7月1日開通，1970年12月正式交付运营。
1972年10月13日 湘黔铁路建成通车。同年10月1日开办贵阳至凯里间的旅客列车。1973年1月31日，开办贵阳至玉屏间临时旅客列车。湘黔铁路全线于1975年1月全线正式运营。上世纪70、80年代，贵阳站内设立外贸商场一座，为当时贵阳市区除华侨友谊公司外唯一能购买进口商品的地方。
1990年代末 ：贵阳站站房拆卸重建，新站房于2000年12月30日投入使用。2003年又对车站进行改造，增加一座站台和两条旅客到发线，并拓宽既有2、3站台。站场改造工程于2004年年中完工并揉入使用。
贵阳火车站于2009年进行站场扩建，站场规模由原先的3台7线增加至4台10线。同年车站至龙里站的客车外绕线完工，使得沪昆铁路和黔桂铁路列车在贵阳枢纽内客货分线运行。

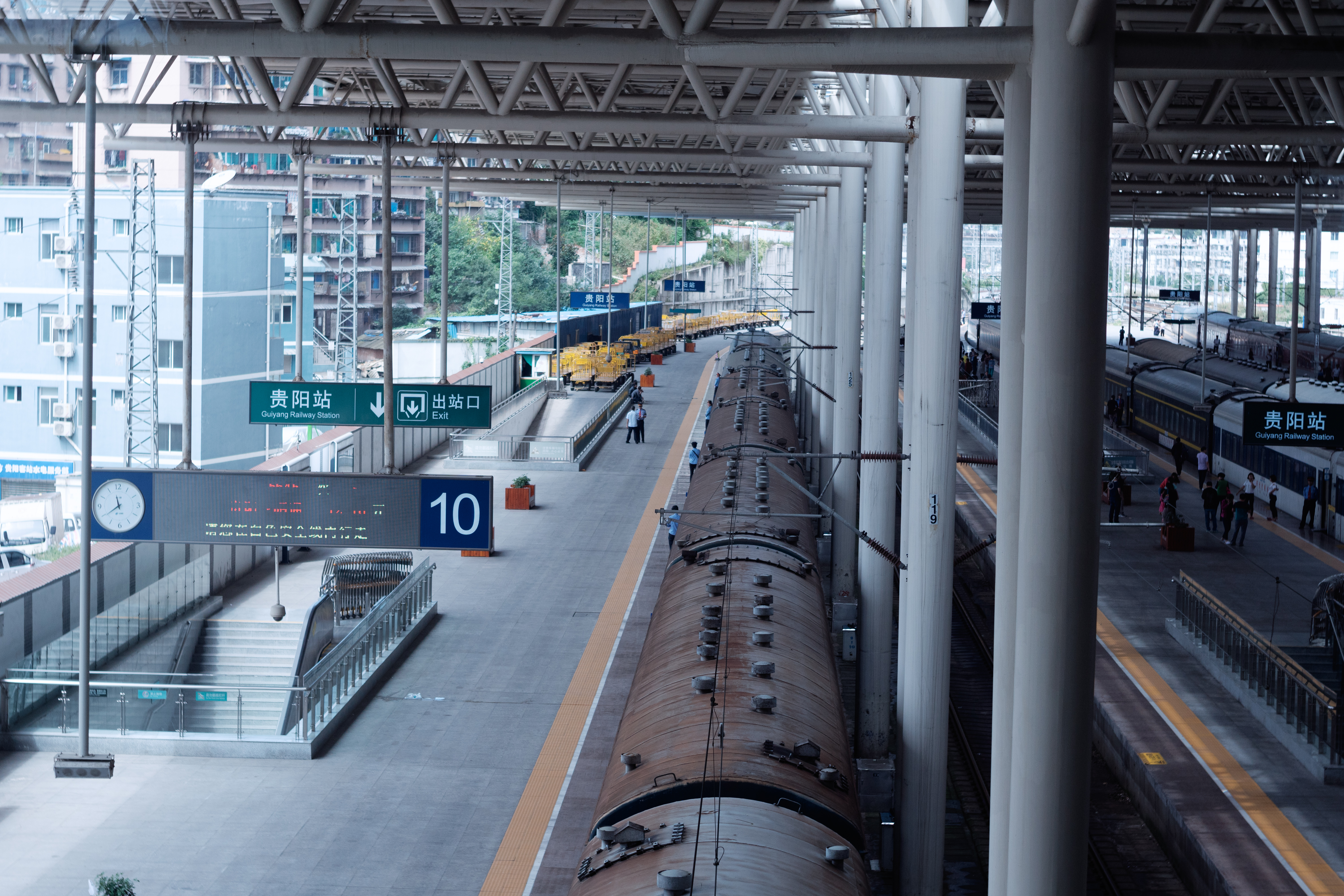
改造完成后的贵阳站站台 (2015年)

2013年开始，贵阳站再次进行改造。此次改造对既有站房进行了内部装修，新增扩展建筑面积1.3万平方米，使得候车室由原来的4个增为5个；同时扩建站场并新建无站台柱雨棚，使得站台由4个增为6个。改造工程于2014年1月16日完工。

## 车站结构

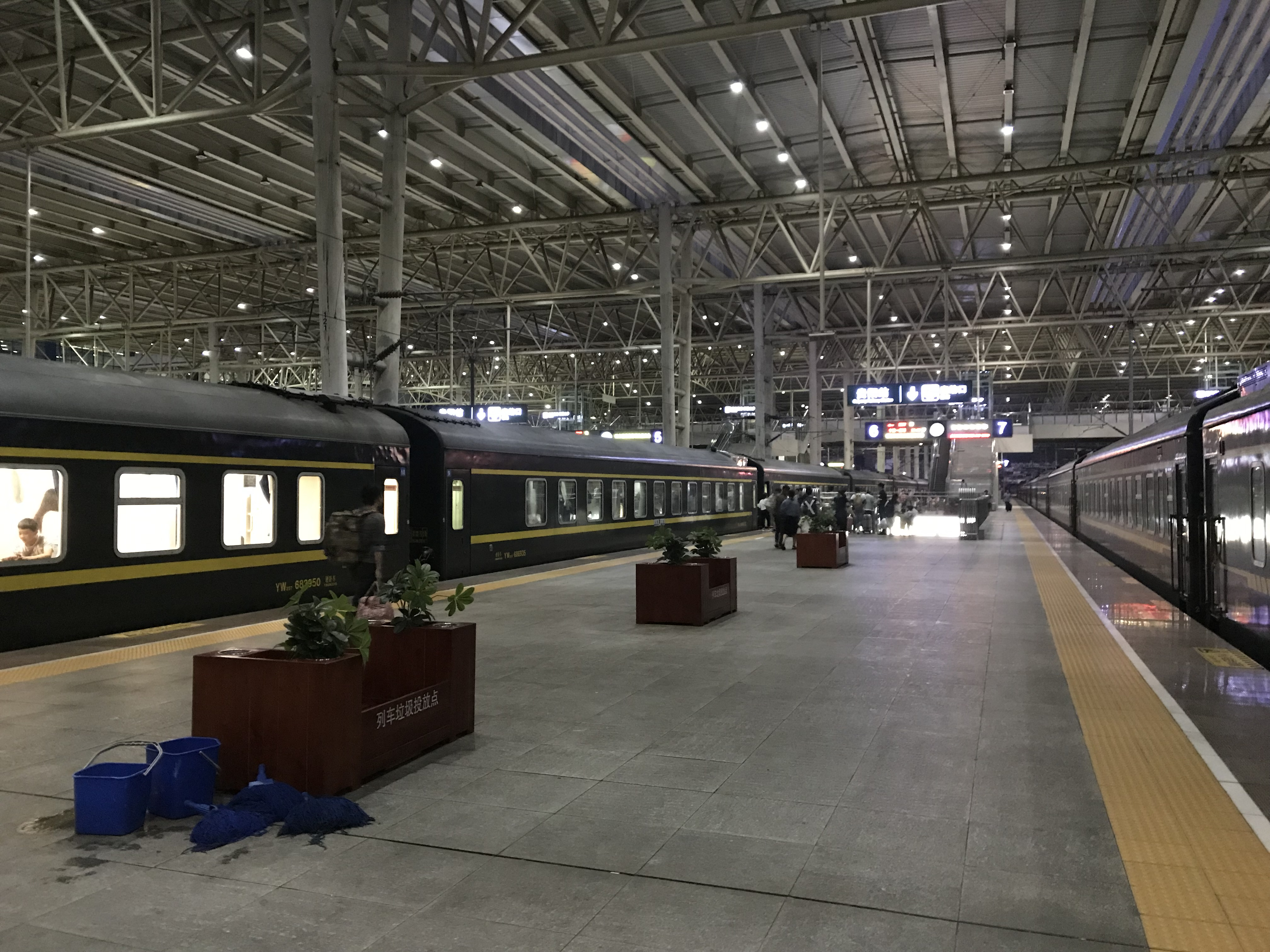
贵阳站站台

### 站房
贵阳站站房于2000年投入使用，并于2013年进行了改造。站房建筑面积33,853平方米，以“雄鹰展翅”和“帆船”为设计意向，塔楼高13层。站房内设有5个候车室，候车室总面积6000平方米。售票大厅面积800多平方米，设有20个售票窗口。

### 站场
贵阳站设有10条股道、6座站台，与站房通过一座进站天桥、两条出站地道、一条邮政通道和一条行包通道连接。站场上方设有无站台柱雨棚覆盖。其中2-3站台为低站台，供双层低开门列车和需要吸污作业的列车使用。

## 使用情况
贵阳站是黔桂铁路、沪昆铁路、渝貴铁路、川黔铁路交汇的一等站，是通往上海、重庆、成都、昆明、南宁的咽喉。日均办理旅客列车约130多列，包括各類始发旅客列车。

### 始发普速列车
| 担当路局   | 车次                 | 目的地   |
| ---------- | -------------------- | -------- |
| 成都局集团 | Z78、Z150、K508      | 北京西   |
| 成都局集团 | K112、K834           | 上海松江 |
| 成都局集团 | K846                 | 寧波     |
| 成都局集团 | K9501、K9515、5645   | 昭通     |
| 成都局集团 | K9553、K9585         | 草海     |
| 成都局集团 | 5640                 | 玉屏     |
| 成都局集团 | K9580                | 麻尾     |
| 成都局集团 | K9385、K9387         | 納雍     |
| 成都局集团 | K9355                | 大方南   |
| 成都局集团 | K9369                | 六盤水   |
| 南昌局集团 | K476                 | 福州     |
| 南昌局集团 | K948                 | 廈門北   |
| 濟南局集团 | K876                 | 煙台     |
| 上海局集团 | K942（金溫公司擔當） | 溫州     |

### 過路普速列车
| 列車所属路局   | 站点                                           |
| -------------- | ---------------------------------------------- |
| 北京局集团     | 北京西、昆明                                   |
| 呼和浩特局集团 | 呼和浩特東、昆明                               |
| 成都局集团     | 上海南                                         |
| 济南局集团     | 煙台、貴陽                                     |
| 昆明局集团     | 昆明、北京西、連雲港東、上海南、寧波、烏魯木齊 |
| 南昌局集团     | 昆明、九江                                     |
| 上海局集团     | 南通、昆明                                     |
| 沈阳局集团     | 長春、昆明                                     |
| 南寧局集团     | 成都東、湛江、南寧                             |

## 车站周边
- 长途客运站
- 鐵龍酒店
- 体育賓館
- 通達飯店
- 明珠飯店
- 貴陽五新商務酒店
- 四川老鄉飯店
- 廣東湛江飯店